# Stadttheater (Sens)

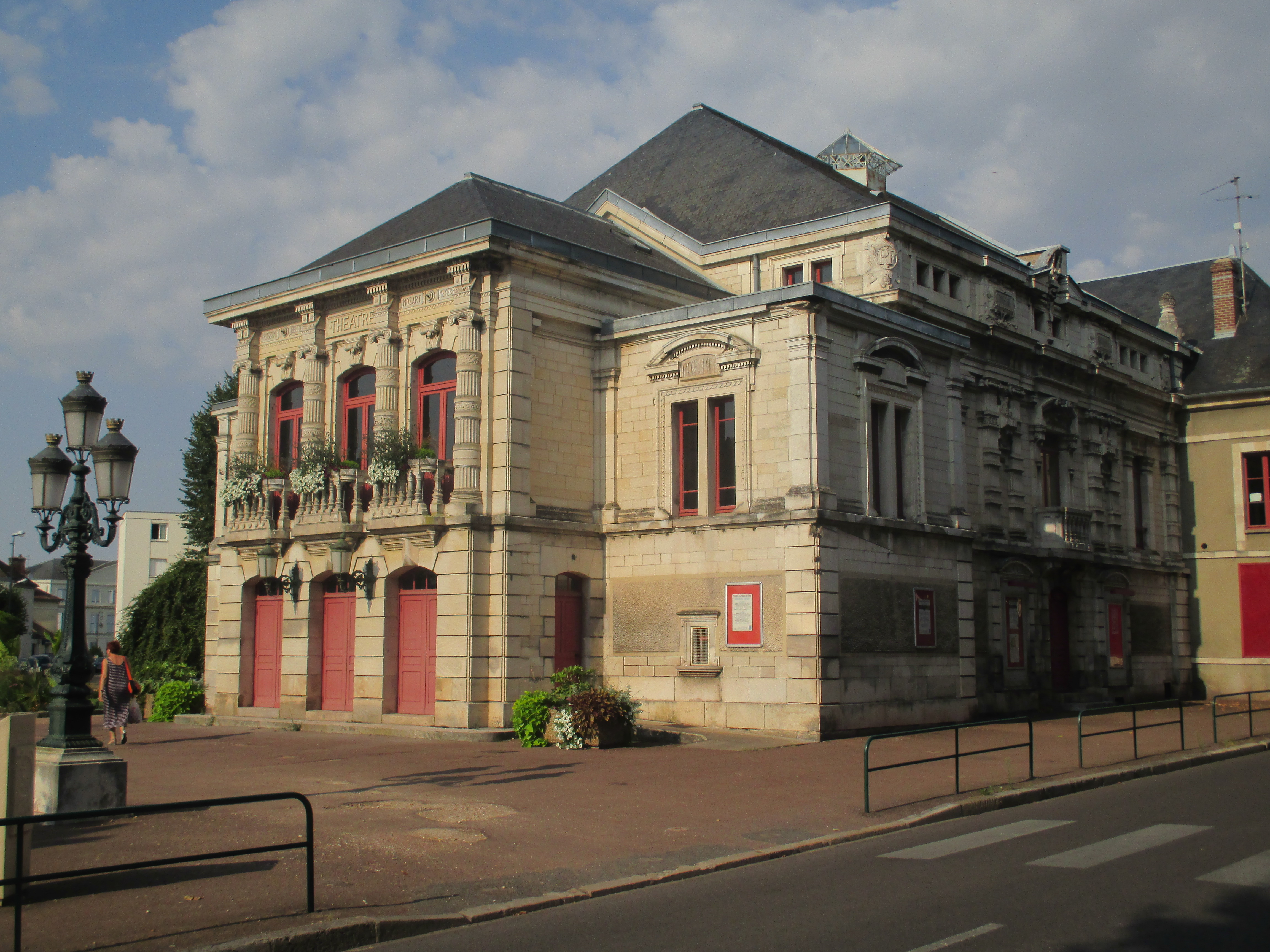
Theater in Sens

Das Stadttheater (französisch Théâtre municipal de Sens) in Sens, einer französischen Stadt im Département Yonne der Region Bourgogne-Franche-Comté, wurde am 16. Juli 1882 eingeweiht. Das Gebäude am Place Jean Jaurès ist seit 1975 als Monument historique klassifiziert.
Der Theatersaal besitzt zwei Emporen und Logen in der Nähe der Bühne. Die Decke wurde vom Genfer Künstler Diost ausgemalt. Der Raum ist reich mit pflanzlichen und tierischen Motiven aus Stuck geschmückt.